# 탈라간테
탈라간테(스페인어: Talagante)는 칠레 산티아고 수도주 탈라간테 현의 코무나이다.